# Imp
Imp és una sèrie d'animació dirigida a joves adults i protagonitzada per un dimoniet doblat al català per l'actor Constantino Romero. Es va emetre primer al canal K3 i a finals de l'any 2010 va estrenar-se al Canal 3XL. Aquesta divertida comèdia familiar ens presenta des de la pantalla petita un món en blanc i negre, sense grisos, sense matisos… un escenari perfecte per a l'humor intel·ligent que desprèn la sèrie.
"Imp" està coproduïda per Screen 21, Televisió de Catalunya i Red Kite. Distribuïda mundialment per BRB Internacional, els primers episodis s'estan emetent actualment als Estats Units a través de Cartoon Network. Igualment, cal destacar que la sèrie està doblada a cada país per actors coneguts de la regió. És guanyadora del prestigiós premi MIPCOM JR Licensing Challenge 2006 a la propietat televisiva amb major potencial de desenvolupament en "licensing" i marxandatge. Aquest any sortiran al mercat espanyol els primers productes amb la imatge dels personatges principals d'"Imp", tant pel que fa a les categories clàssiques com a les noves tecnologies.
"Imp" és una comèdia familiar. Una sèrie amb bones intencions. D'acord, el seu protagonista, l'Imp, és un megalomaníac obsessionat a fer el mal, i el seu company de pis és un ésser escèptic els objectius vitals del qual són mantenir la casa neta i que el deixin en pau.

## Personatges

### L'imp
És apassionat, petulant i ruc
Estima la vida. Estima el mal. I té un munt d'idees boges esperant per ser mal aplicades.

#### Coses que diu
És esgarrifós. Ha, ha, ha!
He pintat bigoti a totes les models de la revista "La pubilla"

### El Bob
És Ordenat, escèptic i llest
El Bob es troba tot sovint que ha de salvar l'Imp de si mateix, i esperar que el seu darrer atac de malignitat no deixi una taca a l'estora. No és el millor dels passatemps… però almenys és divertit de veure.

#### Coses que diu
T'estàs posant vermell.
Mmm… no.

### Personatges Secundaris
Lumen, Bertrand i Phillippe, (Entre Altres)